# Traufbohle
Eine Traufbohle (Traufbrett) ist beim Dach die vergrößerte unterste Traglatte im Bereich der Traufe und ein Teil der Dachlattung.
Die Dachlatten tragen die Dachdeckung, in der Regel Dachziegel, Pfannen, Schindeln o. Ä. Auf der Traufbohle als unterster Dachlatte wird die erste Reihe der Deckung lediglich aufgelegt. Traufbohlen sind im Querschnitt größer als die normalen Dachlatten und haben oft einen trapezförmigen statt rechteckigen Querschnitt. Dadurch folgt die Oberseite der Traufbohle der Neigung der Dachdeckung und bewirkt damit eine gleichmäßige Dachneigung aller Eindeckungsreihen der Dachfläche.
Nach Erfordernis kann eine Traufbohle auch aus mehreren übereinander vernagelten Einzelquerschnitten bestehen. 
Beim traditionell ausgeführten geneigten Pfannendächern dient die Traufbohle darüber hinaus als Auflager für das Traufblech (Rinneneinhang, Tropfblech) und die Rinnenhaken (Rinneneisen).
Die Traufbohle wird nach Erfordernis auch als tragendes Bauteil zur Aussteifung der Dachfläche herangezogen und ist dann entsprechend zu dimensionieren.